# Hein Blomberg
Heinrich „Hein“ Blomberg (* 28. September 1915 in Kiel; † 2. Oktober 2001 ebenda) war ein deutscher Autor aus Schleswig-Holstein.

## Leben

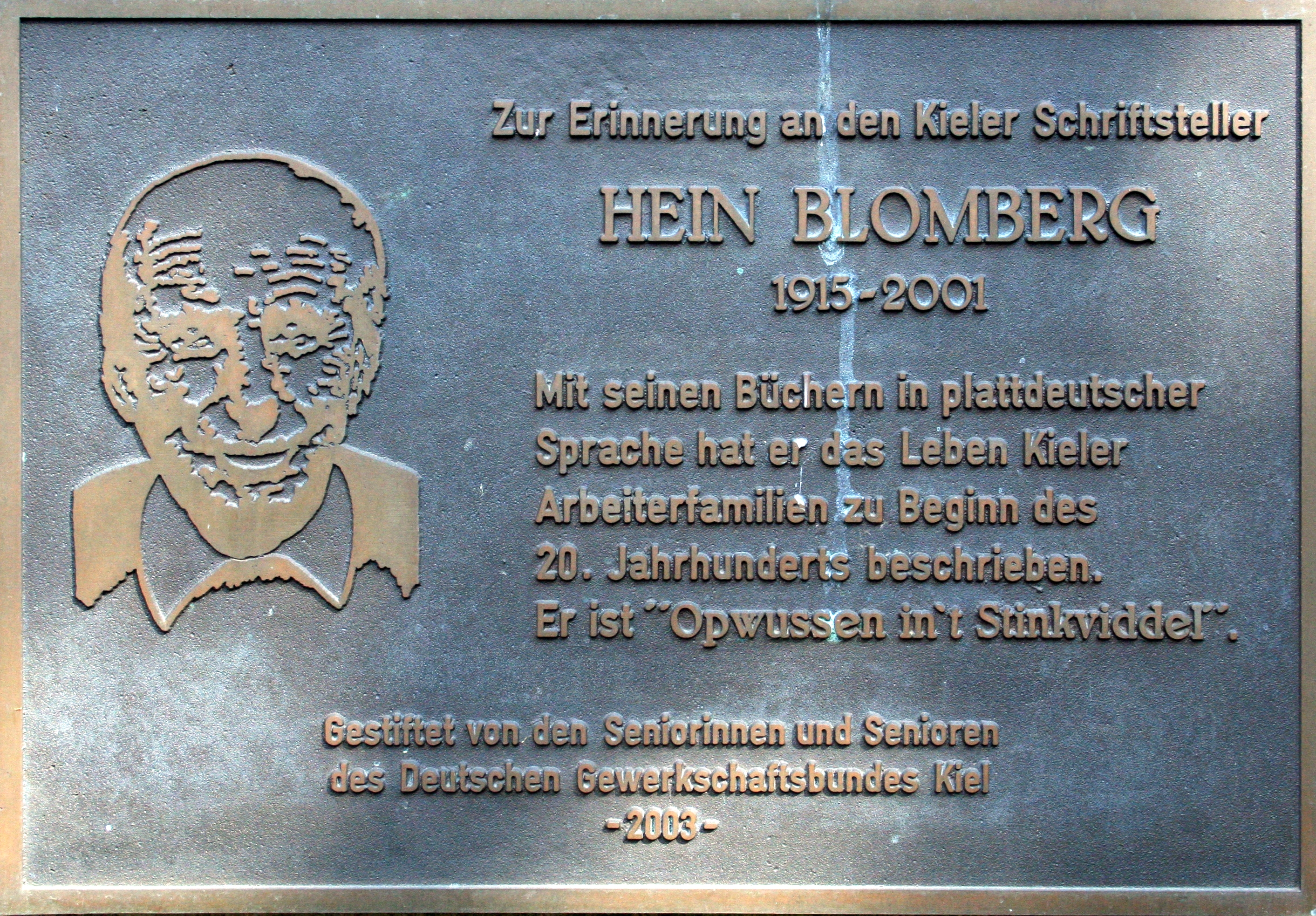
Gedenktafel zu Ehren Blombergs in der Klotzstraße 8 in Kiel

Blomberg wuchs im Kieler Stinkviertel im Ortsteil Ravensberg auf. Nachdem er die Volksschule absolviert hatte, hielt er sich mit diversen Jobs als Laufjunge, Landhelfer, Kleinknecht und Hausdiener über Wasser und begann danach eine Lehre als Schlosser bei den Deutschen Werken in Kiel, welche er auch erfolgreich beendete. Seine im Anschluss an die Lehre angenommene Tätigkeit als Schlosser bei den Deutschen Werken wurde nur durch die Einberufung zur Wehrmacht und eine Kriegsgefangenschaft im Zweiten Weltkrieg unterbrochen. 1978 wurde Blomberg in den Ruhestand entlassen, woraufhin er ab 1983 (Opwussen in’t Stinkviddel) als Autor mehrere Bücher verfasste.

## Werke
In seinen Geschichten reflektiert und dokumentiert Blomberg persönliche Kriegs- und Nachkriegserlebnisse und erzählt von den Höhen und Tiefen, den Entbehrungen und Hoffnungen im Leben eines einfachen Mannes in der Zeit des Zweiten Weltkrieges.
- Opwussen in’t Stinkviddel. Jung, Kiel 1983. ISBN 3-923525-03-6.
- De Lütten Lüd ut’n Stinkviddel. Jung, Kiel 1984. ISBN 3-923525-16-8.
- Ut Schiet Geld moken. Jung, Kiel 1986. ISBN 3-923525-32-X.
- Bi'n Putzbütel op'n Kreihnbarg. Jung, Kiel 1988. ISBN 3-923525-47-8.
- Uns Lüttknecht heet Hein. Jung, Kiel 1990. ISBN 3-923525-74-5.
- Dat weern Tieden …. Quickborn-Verlag, Hamburg 1996. ISBN 3-87651-193-3.
- So weer dat in de Wiehnachtstiet. Quickborn-Verlag, Hamburg 1997. ISBN 3-87651-201-8.
- Dat lütte Wiehnachtsbook; Hrsg.: Gesche Scheller, Autoren: Gerd Bahr, Ines Barber, Hein Blomberg, Reimer Bull, Heike Fedderke, Hans-Jürgen Forster, Irmgard Harder, Christa Heise-Batt, Rudolf Kinau, Dirk Römmer, Gerd Spiekermann und Günter Timm, Quickborn-Verlag, Hamburg 2008, ISBN 978-3-87651-335-5.